# Deklaracija
Deklaracija je akt državnega zbora, s katerim le-ta izrazi splošna stališča do določenih vprašanj notranje in zunanje politike ter do drugih vprašanj državnega pomena.
Deklaracija ni pravno zavezujoč akt , pač pa predstavlja politična stališča in politično usmeritev za nadaljnje ukrepe in delovanje državnih, lokalnih in drugih nosilcev oblasti v državi.